# كريمة نادر
كريمة نادر أزراك (بالتركية: Kerime Nadir)‏ ( ولدت في عام 1917 و توفت في 20 مارس عام 1984 ) كاتبة تركية. 

## حياتها
ولدت كريمة نادر في إسطنبول. و أنهت تعليمها الثانوي بمدرسة البنات الثانوية الفرنسية " القديس يوسف ". و عقب أن بدأت كريمة نادر كتابة الشعر نشرت أول قصص لها في مجلات مثل " ثروة فنون، و الصحوة، الهلال. و نشرت كريمة نادر أعمالها في مجال النثر في مجلات " أيدابير، اليوم السابع و الحياة ". و كتبت كريمة نادر أكثر من أربعين رواية و كانت موضوعاتها تدور حول " العشق المحطم ". و من المعتقد أن كريمة نادر قد تناولت في روايتها " التنهد " السيرة الذاتية لمصطفى توسون و زوجته أوفتادي هانم. 

## أعمالها
و كتبت كريمة نادر السيناريو لما يقرب من ثلاثين عمل و قد حولتهم لأفلام سينمائية. و كانت تهدف كريمة نادر إلى دراسات  حاسمة من أجل غرس حب القراءة و كذلك أيضاً الانتقادات حول إستئنافها للكتابة من خلال التخلي عن المجتمع و الحقائق وظلت كريمة نادر لسنوات عديدة في ماتشكا بالاس. و قد تُرجمت بعض روايات كريمة نادر إلى اللغات الأجنبية و بُيعت رواياتها لأكثر من خمس ملايين شخص.

## وصلات خارجية
- كريمة نادر على موقع IMDb (الإنجليزية)
- كريمة نادر على موقع قاعدة بيانات الفيلم (الإنجليزية)

- كريمة نادر في السينما التركية.